# Präzipitin
Präzipitin ist ein im Blutserum gelöster Antikörper, der bei Zugabe von Antigen eine Verklumpung auslöst. Diese Verklumpung wird Präzipitat genannt. Entdeckt hatte die Präzipitine der Mediziner Rudolf Kraus 1897.
Präzipitine spielen eine Rolle beim Serum-Präzipitin-Test, mit dem unter anderem die Verwandtschaft zwischen Mensch und verschiedenen Tierarten nachgewiesen werden kann.

## Quelle
- Präzipitin bei wissen.de